# Max Smeets
Max Smeets (Roermond, 16 mei 1954) is een Nederlands dirigent.

## Levensloop
Smeets studeerde aan het conservatorium te Maastricht piano, kamermuziek, klavecimbel en compositie. Hij volgde orkestdirectie bij diverse dirigenten.
Als jongeman begeleidde hij diverse koren en gaf hij pianorecitals in binnen- en buitenland. Hij was van 1976 tot 1995 werkzaam als docent piano en begeleiding en als dirigent van een aantal koren. Gedurende zestien jaar en zo'n vijfentwintig musicals was hij muziekdirecteur van de musicalafdeling van het Koninklijk Ballet van Vlaanderen. Hij dirigeerde en arrangeerde West Side Story, Chicago, Evita, Anatevka, Chess, Jesus Christ Superstar en vele andere.
Als pianist begeleidde Smeets artiesten zoals Marjon Lambriks, Marijn Devalck, Liliane Saint-Pierre, Caroline Kaart, Jasperina de Jong, Ernst Daniël Smid, Chris Lomme en Mark Tijsmans.
In 1986 werd Smeets onverwacht pianist bij de musical My Fair Lady. Kort daarna nam hij de functie van dirigent op zich.
Jaarlijks brengt Smeets met het in 2000 opgerichte orkest Maxemillecorde een nieuw theaterconcert in de Vlaamse en Nederlandse theaters. Voor de cd die het orkest in 2004 opnam met Marjon Lambriks, Kerst met Marjon, stond hij in voor de muzikale leiding en de arrangementen. Het orkest begeleidde tevens de concerten ter ere van de 82ste verjaardag van Toots Thielemans.

## Werk
| Jaar | Titel                                     | Functie                        | Producent                        |
| ---- | ----------------------------------------- | ------------------------------ | -------------------------------- |
| 1987 | My Fair Lady (België-Nederland)           | Dirigent                       | Koninklijk Ballet van Vlaanderen |
| 1987 | Evita (België-Nederland)                  | Dirigent                       | Koninklijk Ballet van Vlaanderen |
| 1987 | Me and My Girl (België-Nederland)         | Dirigent                       | Koninklijk Ballet van Vlaanderen |
| 1993 | Jesus Christ Superstar (België-Nederland) | Muzikale leiding-arrangementen | Koninklijk Ballet van Vlaanderen |
| 1994 | Chess (België-Nederland)                  | Muzikale leiding-arrangementen | Koninklijk Ballet van Vlaanderen |
| 1995 | Les Misérables (Duitsland)                | Dirigent                       |                                  |
| 1995 | Miss Saigon (Duitsland)                   | Dirigent                       |                                  |
| 1997 | The Sound of Music (België-Nederland)     | Muzikale leiding-arrangementen | Koninklijk Ballet van Vlaanderen |
| 1996 | The King and I (België-Nederland)         | Muzikale leiding-arrangementen | Koninklijk Ballet van Vlaanderen |
| 1997 | Jekyll & Hyde (België-Nederland)          | Muzikale leiding-arrangementen | Koninklijk Ballet van Vlaanderen |
| 1998 | Company (België-Nederland)                | Muzikale leiding-arrangementen | Koninklijk Ballet van Vlaanderen |
| 1999 | The Hired Men (België-Nederland)          | Muzikale leiding-arrangementen | Koninklijk Ballet van Vlaanderen |
| 2000 | A Little Night Music (België-Nederland)   | Muzikale leiding-arrangementen | Koninklijk Ballet van Vlaanderen |
| 2001 | She Loves Me (België-Nederland)           | Muzikale leiding-arrangementen | Koninklijk Ballet van Vlaanderen |
| 2001 | Camelot (België-Nederland)                | Muzikale leiding-arrangementen | MusicHall                        |
| 2004 | Confituur                                 | Muziek geschreven              | Lieven De Brauwer                |
| 2006 | Rembrandt de Musical                      | Muzikale leiding               | Stardust                         |
| 2008 | Grenzeloos                                | Compositie                     | Danspunt vzw - Vlamo vzw         |

### Koordirigent
| Vanaf(-tot) | Koor                     | Plaats              | Producent |
| ----------- | ------------------------ | ------------------- | --------- |
| 1977-2014   | The Ray Stabbing Singers | Weert               | Nederland |
| 1998        | Venrode                  | Venray              | Nederland |
| 2005        | Masjiach                 | Scherpenzeel        | Nederland |
| 2007-2009   | Schalmarus               | Broechem            | België    |
| 2009        | Castellumkoor            | Alphen aan den Rijn | Nederland |
| 2009-2011   | koor Ioca                | Oelegem             | België    |
| 2011        | KINDaMAGIC               | Kapellen            | België    |

### Composities
| Jaar | Titel      | Functie           | Producent                |
| ---- | ---------- | ----------------- | ------------------------ |
| 2004 | Confituur  | Muziek geschreven | Lieven De Brauwer        |
| 2008 | Grenzeloos | Compositie        | Danspunt vzw - Vlamo vzw |